# Silas Weir Mitchell
Silas Weir Mitchell (født 30. september 1970 i Philadelphia i Pennsylvania) er en amerikansk skuespiller som er mest kendt for at spille forstyrrede og ustabile karakterer. Han har haft gæsteroller i tv-serier som CSI: Miami, 24, My Name Is Earl og Prison Break. Han har også spillet i filmene Rat Race og The Whole Ten Yards. Han spiller også i tv-serien Grimm.

## Filmografi
- The Patriot (1998)
- Inferno (1999)
- Ti fod under (2004)